# Orciani
Orciani è un cognome di lingua italiana.

## Varianti
Orgiani.

## Origine e diffusione
Il cognome è tipicamente marchigiano.
Potrebbe derivare dal toponimo Orciano di Pesaro; non si esclude una derivazione dal latino Orcius o Urcius, ossia dal prenome Orso, risultando quindi affine al cognome Orsi.
La variante Orgiani copre il medesimo areale.